# Tirza
A Tirza héber eredetű női név, jelentése bizonytalan, talán: báj, kedvesség, elbűvölő vagy elfogadás, beleegyezés, vagy tájékozódási pont (egy város nevéből).

## Gyakorisága
Az 1990-es években szórványos név, a 2000-es években nem szerepel a 100 leggyakoribb női név között.

## Névnapok
Ajánlott névnap
- szeptember 3.[3]

## Híres Tirzák
Fiktív alak: a Ben Húr című filmekben a címszereplő húga (az 1959-ben bemutatott filmben Tirzah néven, a 2016-ban bemutatott filmben Tirza néven).